# Wojciech Bachor
Wojciech Józef Bachor (ur. 31 marca 1956 w Fajum) – polski inżynier ogrodnictwa, doktor nauk ekonomicznych i samorządowiec, w latach 1990–1998 prezydent Kalisza.

## Życiorys
Z wykształcenia inżynier ogrodnictwa, absolwent Szkoły Głównej Gospodarstwa Wiejskiego w Warszawie. Odbył też studia podyplomowe z zakresu zarządzania w Wyższej Szkole Bankowej w Poznaniu. W 2008 w Szkole Głównej Handlowej w Warszawie uzyskał stopień doktora nauk ekonomicznych na podstawie rozprawy zatytułowanej Efektywność gospodarowania majątkiem trwałym w spółkach komunalnych.
Pracował w administracji lokalnej, a także w Rejonowej Spółdzielni Ogrodniczo-Pszczelarskiej. Od 1990 do 1998 przez dwie kadencje sprawował urząd prezydenta Kalisza. Później pracował w firmach budowlanych i energetycznych. Kierował lokalnym ugrupowaniem samorządowym „Naprzód Kalisz”. W wyborach w 2002 bez powodzenia ubiegał się o stanowisko prezydenta miasta, przegrywając w pierwszej turze. Został wówczas radnym miejskim, po czym objął funkcję wiceprzewodniczącego rady miasta. Cztery lata później wystartował bez powodzenia na radnego z ramienia Prawa i Sprawiedliwości. W 2009 objął stanowisko dyrektora kaliskiego Miejskiego Zarządu Budynków Mieszkalnych.
W 2001 odznaczony Srebrnym Krzyżem Zasługi.